# AD Huracán
Asociación Deportiva Huracán – hiszpański klub piłkarski, grający w Regional Preferente, mający siedzibę w mieście Las Palmas.

## Sezony
| Sezon     | Liga           | Miejsce | Puchar Króla |
| --------- | -------------- | ------- | ------------ |
| 1980-2002 | Regional       | -       |              |
| 2002/03   | 3ª             | 20.     |              |
| 2003/04   | Regional Pref. | -       |              |
| 2004/05   | 3ª             | 12.     |              |
| 2005/06   | 3ª             | 16.     |              |
| 2006/07   | 3ª             | 16.     |              |
| 2007/08   | Regional Pref. | 1.      |              |
| 2008/09   | 3ª             | 17.     |              |

| Sezon   | Liga           | Miejsce | Puchar Króla |
| ------- | -------------- | ------- | ------------ |
| 2009/10 | 3ª             | 9.      |              |
| 2010/11 | 3ª             | 14.     |              |
| 2011/12 | Regional Pref. | 14.     |              |
| 2012/13 | Regional Pref. | 18.     |              |
| 2013/14 | Regional       | 2.      |              |
| 2014/15 | Regional Pref. |         |              |

- 7 sezonów w Tercera División